# パット・ハリスン
バイロン・パットン「パット」ハリスン（Byron Patton "Pat" Harrison、1881年8月29日 – 1941年6月22日）は、ミシシッピ州の政治家である。民主党員として、1911年から1919年まで下院議員を、1919年から死去するまで上院議員を務めた。
ミシシッピ州クリスタル・スプリングズで出生した。地元のミシシッピ公立学校で学んだ後、バトン・ルージュに位置するミシシッピ大学とルイジアナ州立大学に短期間通った。法律を学んだ彼は1902年に弁護士資格を取得し、ミシシッピ州リークズヴィルで開業した。ミシシッピ湾岸の地方検事として4年務めた後、1911年に連邦下院議員に当選し、以後3度再選された。彼は、ウッドロウ・ウィルソンの対メキシコ政策や対ドイツ政策を強く支持した。1918年には、ウィルソンの政敵であるジェイムズ・K・ヴァーダマン上院議員を破って再選した。ハリスンは非常に有能な政治家にして優秀な演説家であった。選挙区の意見をよく聞き、地元に戻れば情報や事業、便宜を供与した。1928年、彼はニューヨーク州知事のアル・スミスを大統領に推し、南部全域で彼のために運動した。1932年の民主党大会では、重要な3度目の投票でミシシッピ州代表団をフランクリン・D・ローズヴェルト支持へと動かし、ホワイト・ハウス で歓迎されるようになった。
影響力のある上院財政委員長であったハリスンは、1935年の社会保障制度の創設を支持した3人または4人の重要人物の1人であった。彼は、低関税と互恵的貿易協定を推進した。1937年に上院院内総務職が欠けると、ハリスンは同職に立候補した。彼の得票はケンタッキー州のアルバン・バークリーと同率となった。ハリスンの選対本部長は、もう1人のミシシッピ州出身上院議員であったセオドア・G・ビルボーに対し、同郷のハリスンへの投票を検討するよう依頼した。小作農の多い地域を地盤とし、人種攻撃の煽動家であったビルボーは、豊かな農家や商人を代表する上流階級のハリスンを嫌悪していた。ビルボーは、直々に頼みに来るならばハリスンに投票してやってもよいと語った。ハリスンは答えた、「あの犬畜生に伝えてくれ。たとえ奴が大統領になったとしても、奴と話す気はないと」。投票の結果、ハリスンは1票差（37票対38票）で敗れたが、「同郷の同僚議員と口も利かない上院議員」との評判はその後も残った。
ハリスンは財政委員会に勤め、1933年から1941年（第73 – 第77議会）まで委員長を務めた。第77議会中は上院仮議長を務めた。また、保守連立を支持した。